# Arville (Sekwana i Marna)
Arville – miejscowość i gmina we Francji, w regionie Île-de-France, w departamencie Sekwana i Marna.
Według danych na rok 1990 gminę zamieszkiwało 117 osób, a gęstość zaludnienia wynosiła 10 osób/km² (wśród 1287 gmin regionu Île-de-France Arville plasuje się na 1045. miejscu pod względem liczby ludności, natomiast pod względem powierzchni na miejscu 291.).